# 道家正栄
道家正栄（どうけ まさひで、生没年未詳）は戦国時代の武将。道家氏。通称は、彦八郎。滝川一益の甥。

## 生涯
道家氏は、京都光明峯寺の尾張、美濃、三河の荘官を勤めたが、鎌倉時代から戦国時代にかけて各地の荘園は侵食されて在地勢力の傘下に入った。
道家氏の一人である道家正栄は叔父の滝川一益に仕え、天正10年（1582年）3月、滝川一益が東信の佐久郡･小県郡と上野一国を与えられるとこれに従い、佐久郡の小諸2万石を託され小諸城の城代となった。
同年6月2日の本能寺の変で織田信長が横死した。この知らせは6日に道家正栄の小諸城に伝わり、7日に厩橋城の滝川一益に伝えられた。旧武田領では武田家旧臣による一揆が起こり18日に北信の森長可が海津城を捨て美濃へ去り、甲斐の河尻秀隆は同日に武田遺臣により殺害された。
一方、相模の北条氏直は関東の大軍を動かし6月16日に上州倉賀野に攻め入った。滝川一益は迎撃するも19日の神流川の戦いで敗北し、上野を放棄して21日に2千余の兵を率いて道家正栄の守る小諸城に入った。滝川一益は、ここで佐久郡・小県郡の国衆の人質を木曾義昌に引き渡すことにより木曽谷の通過の容認を得て、27日道家正栄と共に小諸城を立った。この時、滝川一益は、小諸城を依田信蕃に引き渡すよう、道家正栄に命じたという。翌28日には下諏訪に着き、ここで木曾義昌の通行認可の返書を受け取り、7月1日に伊勢長島に帰還した。
道家正栄の子息・長左衛門は親族の中村一忠に出仕した。